# Senat von Indiana

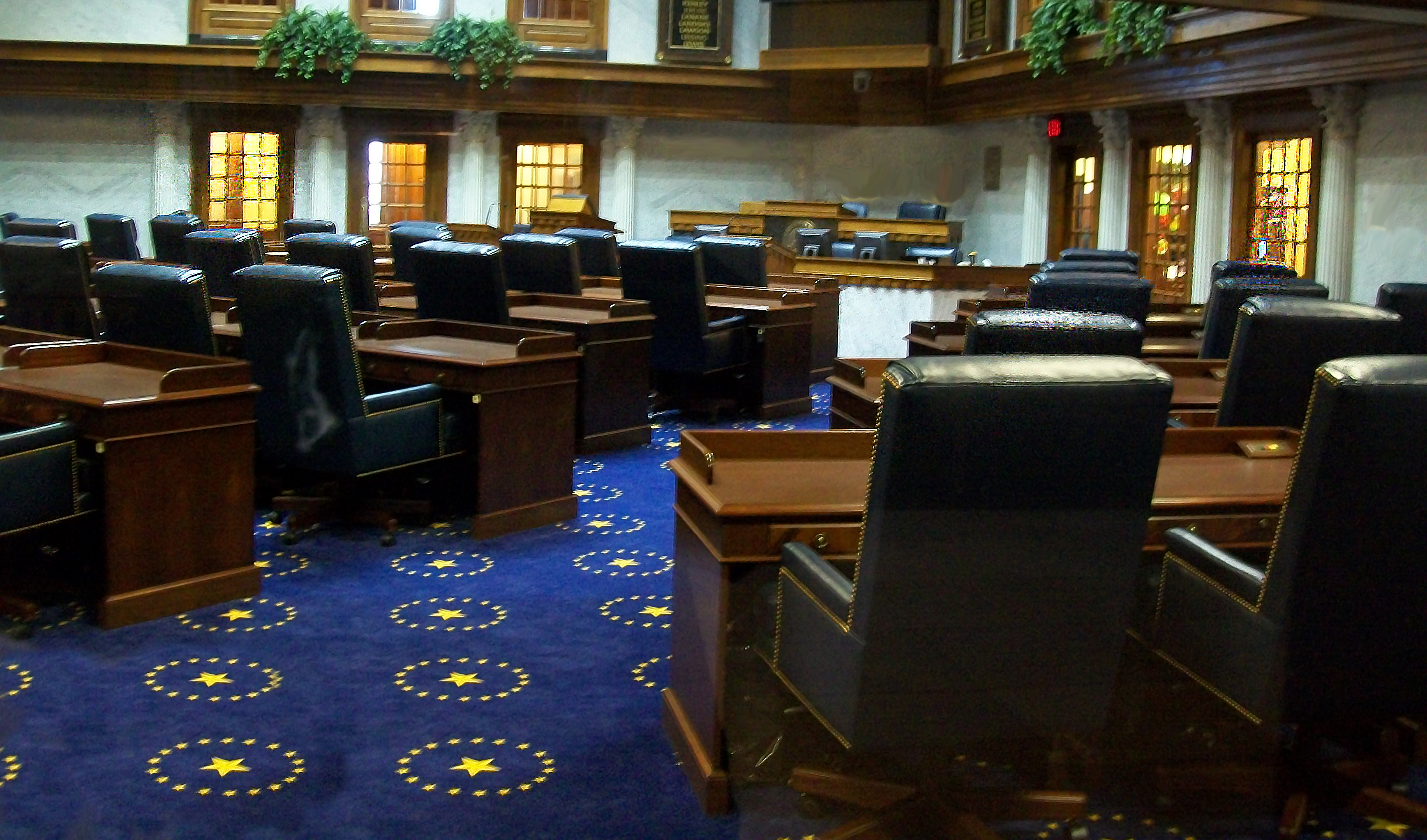
Sitzungssaal des Senats im Indiana Statehouse

Der Senat von Indiana (Indiana State Senate) ist das Oberhaus der Indiana General Assembly, der Legislative des US-Bundesstaates Indiana.
Die Parlamentskammer setzt sich aus 50 Mitgliedern zusammen, die jeweils einen Wahldistrikt repräsentieren. Die Abgeordneten werden jeweils für vierjährige Amtszeiten gewählt; eine Beschränkung der Amtszeiten existiert nicht.
Der Sitzungssaal des Senats befindet sich gemeinsam mit dem Repräsentantenhaus im Indiana Statehouse in der Hauptstadt Indianapolis.

## Satzung von Indiana
Der Senat von Indiana operiert entsprechend einer entwickelten innerpolitischen Geschäftsordnung sowie größtenteils beibehaltenen Tradition. Diese Richtlinien sind mit jenen gleich, welche die Oberhäuser in den meisten Staatssenats in den Vereinigten Staaten regeln. Der erste offizielle Arbeitstag des Senats in einem Jahr findet am ersten Dienstag nach dem ersten Montag im Januar statt. In den ungeraden Jahren muss der Senat an 61 Tagen (nicht notwendigerweise nachfolgend) zusammenkommen, was aber bis spätestens den 30. April geschehen soll. Dies wird gewöhnlich im Volksmund „a long session“ genannt. In den geraden Jahren, in welchen die Wahlen abgehalten werden, muss der Senat an 30 Tagen (nicht notwendigerweise nachfolgend) zusammenkommen, was aber bis spätestens dem 15. März geschehen soll. Dies wird gewöhnlich „a short session“ genannt. Das einzige Mal, dass der Senat außerhalb dieses Termins zusammenkommen kann, ist wenn der Gouverneur eine Sondersitzung einberuft.
Der Senat muss sich an jedem geplanten Sitzungstag bis spätestens 13:30 Uhr einfinden. Zwei Drittel des Senats müssen bei einer Sitzung präsent sein, damit diese beginnt. Die Senatoren müssen in jeder Sitzung anwesend sein, sofern sie nicht durch den President Pro Tempore entschuldigt werden. Abgeordnete, die nicht anwesend sind, können dazu gezwungen werden die Sitzungen doch noch zu besuchen oder von der Kammer verwiesen werden.
Der Vizegouverneur von Indiana ist der Präsident des Senats und ihm obliegt die Sicherung, dass die Senatsrichtlinien von seinen Abgeordneten befolgt werden. An Abstimmungen nimmt er nur teil, um bei Pattsituationen eine Entscheidung herbeizuführen. In Abwesenheit des Vizegouverneurs steht der jeweilige President Pro Tempore den Plenarsitzungen vor. Dieser wird von der Mehrheitsfraktion des Senats gewählt und später durch die Kammer bestätigt. Er ist größtenteils für die Tagesordnung des Senats verantwortlich.
Wenn eine Debatte im Senat auftritt, wird jedem Senator die Erlaubnis gewährt sich zu den jeweiligen Fall zu äußern. Ein Senator darf nicht mehr als einmal zu einem Belangen sprechen, ohne dass eine Genehmigung vom Rest des Senats vorliegt, welche durch eine Senatsabstimmung erreicht ist. Ein Senator kann nicht länger als eine halbe Stunde sprechen und dies zu irgendeiner Zeit. Ferner kann er mit einer Stimmenmehrheit jederzeit während seiner Rede zum Schweigen gebracht werden.

### Bedingungen
Der Senat darf gemäß Artikel 4 der Verfassung von Indiana nicht mehr als fünfzig Abgeordnete umfassen. Die Amtszeit eines Senators beträgt vier Jahre, wobei 25 Senatoren alle zwei Jahre gewählt werden. Hingegen existiert keine Beschränkung, wie oft ein Senator gewählt werden kann.

### Voraussetzungen
Gemäß Artikel 4 der Verfassung muss ein Kandidat als Senator seit mindestens zwei Jahren vor seiner Kandidatur ein Staatsbürger der Vereinigten Staaten sein, mindestens ein Jahr in dem Wahlbezirk wohnhaft gewesen sein, bei seiner Amtsvereidigung sein 25. Lebensjahr vollendet haben und er darf während seiner Amtszeit im Senat kein anderes öffentliches Amt im Staat oder der Bundesregierung innehaben.

## Zusammensetzung nach der Wahl im Jahr 2022
- Demokraten: 10
- Republikaner: 40

| Partei   | Partei                 | Abgeordnete |
| -------- | ---------------------- | ----------- |
|          | Republikanische Partei | 40          |
|          | Demokratische Partei   | 10          |
| Summe    | Summe                  | 50          |
| Mehrheit | Mehrheit               | 30          |

## Wichtige Senatsmitglieder
| Position                            | Name           | Partei       |
| ----------------------------------- | -------------- | ------------ |
| Präsidentin                         | Suzanne Crouch | Republikaner |
| Präsident Pro Tempore               | Rodric Bray    | Republikaner |
| Mehrheitsführer / Majority Leader   | Chris Garten   | Republikaner |
| Oppositionsführer / Minority Leader | Greg Taylor    | Demokrat     |